# 旧堡羌族乡
旧堡羌族乡，是中华人民共和国四川省绵阳市平武县下辖的一个乡镇级行政单位。

## 行政区划
旧堡羌族乡下辖以下地区：
庆林村、双泉村、高丰村、竹丰村、关东村和宝竹村。